# 9362 Miyajima
9362 Miyajima este un asteroid din centura principală de asteroizi.

## Descriere
9362 Miyajima este un asteroid din centura principală de asteroizi. A fost descoperit pe 23 martie 1992 la Kitami de Kin Endate și Kazuro Watanabe. El prezintă o orbită caracterizată de o semiaxă mare de 2,68 ua, o excentricitate de 0,13 și o înclinație de 5,1° în raport cu ecliptica.